# Folkia
Genre
Folkia est un genre d'araignées aranéomorphes de la famille des Dysderidae.

## Distribution
Les espèces de ce genre se rencontrent dans les Balkans.

## Liste des espèces
Selon World Spider Catalog (version 15.0, 2014) :
- Folkia boudewijni Deeleman-Reinhold, 1993
- Folkia haasi (Reimoser, 1929)
- Folkia inermis (Absolon & Kratochvíl, 1933)
- Folkia lugens Brignoli, 1974
- Folkia mrazeki (Nosek, 1904)
- Folkia pauciaculeata (Fage, 1943)
- Folkia subcupressa Deeleman-Reinhold, 1993

## Publication originale
- Kratochvíl, 1970 : Cavernicole Dysderae. Přírodovědné Práce Ústavů Československé Akademie Věd v Brně (N.S.), vol. 4, no 4, p. 1-62.